# Judith Galarza
Judith Galarza Campos (* in der Ciudad Juárez) ist eine mexikanische Menschenrechtsaktivistin, sie sich seit den 1970er Jahren für die Menschenrechte in Lateinamerika einsetzt. Sie ist Generalsekretärin der nicht staatlichen Federación Latinoamericana de Asociaciones de Familiares de Detenidos-Desaparecidos (FEDEFAM), einer lateinamerikanischen Organisation von Familienangehörigen von verschwundenen, verschleppten und ermordeten Personen – den sogenannten Desaparecidos, die neben den meisten lateinamerikanischen Ländern auch Staaten in Afrika und Asien vertritt.

## Leben und Werk
Judith Galarza, eine anfangs unpolitische Arbeiterin einer Maquiladora in der Ciudad Juárez, engagiert sich seit dem spurlosen verschwinden ihrer zwei Jahre älteren Schwester Leticia, die der bewaffneten Bewegung „Liga Comunista 23 de Septiembre“ angehörte, vom 4. Januar 1978 als Menschenrechtlerin. Nachdem sie erfolglos das Verschwinden ihrer Schwester untersuchte, schloss sie sich 1978 als Mitglied und Aktivistin der Menschenrechtsbewegung Comité Nacional Pro-defensa de Presos, Perseguidos, Desaparecidos y Exiliados Políticos an, gründete 1983 die Organisation der Familienangehörigen Comité Independiente de Chihuahua Pro Defensa de Presos, Perseguidos, Exiliados y Desaparecidos Políticos (CICH), die sich 1985 in Comité Independiente de Chihuahua Pro Defensa de los Derechos Humanos (CICH – Unabhängiges Komitee für die Verteidigung der Menschenrechte in Chihuahua) umbenannte. Ihre Organisation zählt heute zu den ältesten existierenden Organisation vor Ort, welche inzwischen der FEDEFAM (Federación Latinoamericana de Asociaciones de Familiares de Detenidos-Desaparecidos) angegliedert ist.
Judith Galarza kämpfte zunächst mit ihrer Organisation für die Aufklärung und den Verbleib der Verschwundenen aus den 1970er Jahren in ihrer Heimatstadt Ciudad Juárez im Norden Mexikos, im Bundesstaat Chihuahua am Rio Grande, direkt an der Grenze zu Texas. Ciudad Juárez ist eine typische Grenzstadt und zählt zu den am schnellsten wachsenden Städten Mexikos. Grund ist hauptsächlich die Ansiedlung von so genannten Maquiladoras, die hunderttausende billige mexikanische Arbeitskräfte, über 70 Prozent davon sind Frauen, in dieser Freihandelszone beschäftigen. Ciudad Juárez wurde so zum Anziehungspunkt für viele Arme aus ganz Süd- und Mittelamerika. Die Stadt befindet sich nicht nur im Griff ausländischer Unternehmen, sondern ist gleichzeitig ein Ort an dem mächtige Drogenkartelle ihren Kokain- und Heroinhandel Richtung Vereinigte Staaten von Amerika organisieren, sowie eine Stadt der Frauenmorde und des Drogenkrieges in Mexiko.
Neben der Aufklärung und dem Verbleib der Desaparecidos setzt sie sich für eine Bestrafung der Schuldigen vor Gericht ein. Mit ihrer Arbeit konnte sie bisher verschiedene internationale Abkommen erreichen. 1992 wurde die UN-Deklaration über den Schutz aller Menschen vor dem gewaltsamen Verschwindenlassen (UN Declaration on the Protection of All Persons from Enforced Disappearance) unterzeichnet. 2006 wurde eine Konvention gegen das Verschwindenlassen von Personen vom UN-Generalsekretär angenommen, in der sich die Staaten verpflichten, im Strafgesetz einen Straftatbestand für das Verbrechen des Verschwindenlassens zu schaffen, so dass geheime Inhaftierungen seither unter Strafe verboten sind.
Für ihre Verdienste wurde Judith Galarza am 22. Juli 2007 mit dem Theodor-Haecker-Preis für politischen Mut und Aufrichtigkeit der Stadt Esslingen am Neckar geehrt.